# Kapitol von Palau
Das  Kapitol von Palau (englisch Capitol of Palau) ist Sitz des Olbiil Era Kelulau (Palau National Congress), der Regierung von Palau und des Obersten Gerichtshof von Palau (Supreme Court of Palau). Er steht in Ngerulmud, der Verwaltungshauptstadt des Landes. Die Gestaltung hat das Kapitol der Vereinigten Staaten zum Vorbild.

## Geschichte
Die Planungen für den Bau gehen zurück auf das Jahr 1986, als in der Verfassung Ngerulmud als neue Hauptstadt festgelegt wurde. Durch fehlende Finanzmittel begann der Bau erst 1999 und die Fertigstellung erfolgte 2006, nachdem die Volksrepublik China einen Kredit zur Verfügung gestellt hatte.

## Gebäude
Der Komplex besteht aus drei Flügeln:
- Legislative Building (Central Wing) für den Olbiil Era Kelulau (Palau National Congress)
- Executive Building (West Wing) für die Regierung (Präsident und Kabinett)
- Judicial Building (East Wing) für den Obersten Gerichtshof (Supreme Court of Palau).